# Ross Warren
Ross Bradley Warren (1964 – 22 de julho de 1989) foi um jornalista australiano da WIN TV que foi morto como parte dos assassinatos de gangues gays em 22 de julho de 1989. Tendo desaparecido após uma noitada com amigos em Oxford Street, o carro de Warren foi descoberto fora de Marks Park, Sydney, uma batida gay popular. As chaves do carro foram encontradas dois dias depois no sopé dos penhascos adjacentes. A polícia inicialmente teorizou que Warren havia falsificado seu próprio desaparecimento, concluindo após quatro dias que ele havia caído acidentalmente no mar. Uma busca foi realizada, porém seu corpo nunca foi recuperado. Em 2005, o caso foi recategorizado como homicídio, sendo a investigação anterior descrita como "grosseiramente inadequada" e "vergonhosa" pela então vice-legista Jacqueline Milledge. Hoje, seu assassinato é visto como um dos muitos assassinatos e crimes de ódio cometidos nas falésias de Marks Park nas décadas de 1980 e 90. Seu nome está listado em um memorial às vítimas desses crimes localizado no local.